# Susan Walsh
Susan Walsh (Estados Unidos, 1962) es una nadadora  retirada especializada en pruebas de estilo espalda, donde consiguió ser medallista de bronce mundial en 1982 en los 100 metros estilo espalda.

## Carrera deportiva
En el Campeonato Mundial de Natación de 1982 celebrado en Guayaquil (Ecuador), ganó la medalla de bronce en los 100 metros estilo espalda, con un tiempo de 1:02.86 segundos, tras las nadadoras alemanas Kristin Otto (oro con 1:01.30 segundos) y Ina Kleber  (plata con 1:01.47 segundos).